# Condeellum jinhongense
Condeellum jinhongense är en urinsektsart som beskrevs av Sören Ludvig Paul Tuxen och Yin 1982. Condeellum jinhongense ingår i släktet Condeellum och familjen Protentomidae. Inga underarter finns listade i Catalogue of Life.